# N号房事件
N号房事件（：／），又稱“博士房”（韓語：박사방）事件，是指2018年下半年至2020年3月間發生在南韓的性剥削案件。作案人在加密即时通讯軟體Telegram上建立多個聊天室，將對女性進行性威脅得來的資料、照片、影片等發布在聊天室中，甚至进行直播，受害人被要求在身體上刻字、食粪、飲尿、將蟲子放入性器官，以及侵犯自己的幼年親屬，部分受害者亦于線下遭受性侵，一些聊天室甚至對性侵行為進行錄影上傳乃至直播。

## 案件详情
“N号房”聊天室起源于2018年12月，第一名创建者Godgod（갓갓）營運了约8个聊天室，每个聊天室约有3－4名受害者。Godgod以“1号房”“2号房”的方式命名房间，因此此类聊天室被统称“n号房”。
2019年2月，Godgod将聊天室转交给用户“Watchman”后消失。Watchman接手后便产生了诸多类似的聊天室。
2019年9月，用户“博士”加入了聊天室的运营，创办了“博士房”聊天室。“博士”通过在推特等平台上发布高薪兼职广告吸引年轻女性，在联系过程中要求对方发出身份证信息和联络方式，并以帮她们联系金主“给你几百万”、“Telegram不會存照片”為由骗取受害者的裸照或不雅视频，同时在另一个聊天群裡直播自己和这些女性的聊天过程并录制视频提供下载。如果受害女性试图逃脱，“博士”就以她们的不雅视频和裸照进行威胁，称“妳家人和朋友很快就会看到这些照片和视频”，并扬言要公开她们的个人信息，受害女性只能按照“博士”的命令继续拍摄视频。为了证明视频的原创性，要求受害女性在身上刻上“博士”“奴隶”等字样。
“博士”在Telegram上运营有免费和付费的聊天室，他将付费的聊天室分为三个等级，并分开收取价值分别为20－25万韩元、70万韩元、150万韩元的虚拟货币作为会员费，并将得到的视频分开上传。根据检方调查，“博士”开设的最高价聊天室在另一聊天工具Wickr中，这个聊天室只有“认证会员”才能进入。“博士”曾在Telegram上提到过Wickr，并且宣称“Wickr聊天室裡有22名实时奴隶”。
要加入“博士”开设的付费房间，会员必须将自己的脸和身份证一起拍下发送给“博士”，并且可以分期支付会员费。如果会员推迟付款，“博士”会将其照片发在聊天室中，并威胁说再不付款就要公开其身份。“博士”将得到的视频分为3个等级提供给订阅者付费观看。第一级20－25万韩元，第二级70万韩元，第三级150万韩元。
“博士”的所有联络都在Telegram上进行，没有暴露自己的身份。除此之外，“博士”雇佣了一批工作人员，其中一位用户名为“员工”的用户负责打电话恐吓试图逃跑的受害者和报复竞争对手；另一批工作人员在韩国居民中心工作，负责确认受害者和使用者的身份信息；还有一批工作人员负责恐吓女性和拍摄性剥削视频。“博士房”人数最多时超过两万，“博士”自称是“Telegram闪耀的一颗星”。
“博士”被逮捕时，警方在其住所发现1.3亿韩元现金。警方推测，由于“博士”只允许会员支付虚拟货币，因此这些現金只是其变现来的一部分所得。
另外，自从2019年11月韩国媒体开始关注“N号房”事件、警方开始进行调查后，聊天室内活跃的运营者（除“博士”以外）组建了另一个房间，其中除了共享各自上传的性剥削视频以外，还分享了应对检举和逃避调查的方法。

### 嫌疑人

#### “博士”赵周彬
据韩国首尔放送（SBS）公布，犯罪嫌疑人“博士”真实姓名为趙周彬（音译），25岁。警方从该男子家中搜出1.3亿韩元的现金。由于“博士”只允许通过虚拟货币支付，警方推测此部分现金是“博士”的一部分所得。赵涉嫌诱导恐吓74名受害女性拍摄性剥削视频，其中包括16名未成年人，最年轻的受害者年仅11岁。
赵周彬身高165cm，体重80kg，居住于韩国仁川。性格安静，爱好围棋。初高中就读于仁荷大学附属中学和附属高中，高中时期曾多次在网上回答性相关问题，并曾在“下载未成年人淫秽视频”问题下回答说“被发现会被抓但被发现概率很低”。2014年考入仁荷工业专门大学信息通信专业，在校期间成绩优异，多次获得奖学金，有三个学期GPA超过4.0。其同学表示，大学期间赵和同学们关系并不融洽，但在性方面并没有出格行为，并称其“从外表看就是普通学生”。
赵喜欢写作，2014年曾经在校内读后感竞赛中以《读书〈改造心〉》一文获得一等奖。并且，赵周彬大一就开始担任校内新闻报社记者，还曾任第43期总编辑，但之后因为贪污、擅自更改报道方向和同事发生矛盾而被免职。
结束兵役后，赵周彬开始参加志愿者活动，并在民间志愿中心“爱心院”担任残疾人志愿组组长。2019年11月，赵周彬与爱心院成员一起在仁川新明保育院进行志工活动，还被韩国一家民间媒体报道。接受采访时，赵周彬称得到了很多人的帮助，因此想帮助他人。
2018年大学毕业后，赵周彬接触到通讯软件Telegram，在上面发布贩卖枪支、毒品的虚假广告来骗取钱财，并在过程中了解到了“N号房”的存在。一开始，赵周彬只是观看在聊天室中发布的性剥削现场直播。2019年7月，他使用“博士长”的昵称开设一家“N号房”聊天室，专门售卖性剥削视频，赚钱后迅速消失。9月，他将昵称改为“博士”，并开设了博士房，上传自己制作的影像。随着用户的增多，赵周彬先后担任过其他无數个房间的管理者。
2020年1月，当韩国电视台SBS开始调查报道“N号房”事件时，赵周彬在接受采访时曾谎称自己在柬埔寨，因为其他事件被通缉，所以护照被注销，并且威胁SBS记者如果报道播出，他会每周追加一个影片，還會命令受害人到SBS大樓跳樓自殺。同年2月，赵周彬继续到爱心院做义工，在听到警方正在调查他的消息后说“我会亲自应对”、“想惹我就要推翻大韩民国”、“能抓到就来抓吧”。
在警方调查过程中，赵周彬如实交代了名下所有工作人员訊息，还在“博士房”里写下遗书，称自己“不想活了”，“是一个不该出生的人”，预告要自杀，并承诺会返还所有收益，在遗书中署名“金允基”（音）来扰乱警方调查。随后警方证明，赵周彬没有自杀，也没有返还收益。
赵周彬被逮捕时，翻供否认犯罪事实，押解途中假装吞圆珠笔并冒充2019冠狀病毒疾病患者，但最终还是承認了犯罪事实。
在得知韩国记者金某自2019年11月开始跟进调查“N号房”事件并进行持续报道后，赵周彬和其他会员将金某及其家属照片上传在了性剥削网站上，如果有人提供其个人资料给赵周彬，就可以免去10万韩元会员费。金记者于2020年3月对赵周彬提起诉讼。
此外，赵周彬还涉嫌策划谋杀。
3月25日8点40分许，赵周彬被送往首尔中央地方检察厅。在离开警察厅时，赵周彬向媒体表示“感谢让我停下恶魔般的生活”。但在记者问及是否忏悔罪行、是否对未成年受害者感到抱歉时，他保持沉默。

#### “Watchman”全某
2020年3月27日，據報導，“N号房间”的前运营者全某（Watchman）现年38岁，公司职员，于2019年10月因涉嫌运营发布偷拍女性的视频而被起诉，随后调查发现其涉嫌在“N号房间”聊天室中发布包括未成年人在内的9,000多条淫秽视频而被追加起诉。

#### 其他涉案人员
2020年3月26日，韩国警方透露，日前抓捕了一名“N号房”聊天室群主——16岁的“太平洋”。他原本是付费会员，之后加入“博士”的运营团队，被称为“博士接班人”，并涉嫌从2019年10月至2020年2月创建聊天群上传各种性剥削视频，而他传播的视频疑似为“博士房”或其他“N号房”群裡的截屏录制版本。
曾经是“博士”付费会员的姜某（音）是一名社会服务要员（指在社会机构内进行社会服务代替兵役的人），利用职务之便查到了其高中班主任A和其女儿的个人信息并因泄漏个人信息和威胁恐吓入狱，出狱后再次查到了A家人的身份证号码、住址和手机号码并再次进行威胁，还和赵周彬一起谋划谋杀A的女儿。姜某还曾在通信软件上表示，只要写了悔过书就可以减轻量刑。

### 受害者
目前已知的受害者多达74人，其中有16名未成年女生，年龄最小的受害者年仅11岁，尚在读小学。
有营運者假装警方，对在Twitter发表大尺度照片的未成年人进行恐吓，假称收到檢舉，逐步要求她们提供个人资料、头像、裸照等，再以此找到她们的SNS朋友列表进行威胁。N号房的初创者“Godgod”则是向这些未成年人发送钓鱼链接，骇入对方账户获取个人资料。“博士”使用兼职等借口吸引受害者（称之为“奴隶”），要求其大尺度照片，再索要其带有脸部的裸照，之后以此为由进一步勒索变态色情视频发布在聊天室中。
除了受害者的裸体照片、视频会被上传至聊天室外，部分受害者亦于线下遭受性侵，一些聊天室甚至对性侵行为进行录影上传乃至直播。一些受害者被要求在身体上刻字、食粪饮尿、将虫子放入性器官，以及侵犯自己的幼年亲属。“博士”还要求受害者在身体上刻下“奴隶”和“博士”字样、拍摄头套内裤的裸照，以及拍摄自己翻白眼剧烈抖动的状态，作为自己的创作标志。聊天室内还流传一些其他性侵、偷拍相关的淫穢色情视频，如疑似未成年人遭强暴的视频、用艺人照片与裸体照片合成的不雅照等。

### 会员
进入N号房需要经过在其他聊天室中的审核，如果不上传自己拥有的色情视频，或不参与语言性骚扰，即会被移出群组。一些群组要求加入者发布自己亲属、女友或其他朋友的色情视频。运营者对每名会员收取价值25万至150万韩元不等的比特币作为会员费用，以此盈利。
会员可以看到的照片及视频尺度，取决于缴纳的会员费用，起初的房间中只有预览，房间编号越大，可以看到的视频越多。如“博士”的付费群组分为3个级别，人数最多的群组达2.35万人。經警方調查，有逾26萬男性共享過N號房非法色情淫穢影片及照片，而根據韓國文化放送（MBC）報導，若考慮重複加入各群組的情況，約有3萬人觀看該些影像。

## 案件进展
2020年3月2日，韩国警方发言人称，已逮捕67名犯罪嫌疑人，包括17名房间运营者及50名拥有并传播儿童性虐待视频的人。据警方估计，房间成员涉及26万名用户。3月23日晚，韩国SBS TV在《8点新闻》节目公开了“博士”的长相和身份信息。5月，N号房创始人“godgod”被捕。

### 判决
2020年3月24日据韩联社报道，韩国检方已对N号房前运营者，ID为“watchman”的全某进行起诉。检察院要求判处三年六个月有期徒刑，法院将于4月9日宣判。但随着N号房事件不断发酵，检方进行了补充调查，并在10月19日举行的终审判决中要求法院判处全某有期徒刑10年6个月。
警方表示，因为Telegram服务器设立在境外，且通讯记录加密性较高，聊天室中实时播放的视频很难再找回，房间管理员也会时常删除聊天记录，仅仅依靠比特币转账记录难以确定犯罪行为。“就算他们被捕，如果是初犯，只会给个缓刑，顶多就罚个款，真是让人无语。”一名警察向《韩民族日报》抱怨，韩国现行法律对此处罚力度太小，抑制犯罪的作用很弱。警方通过修复部分加密数据而掌握到了“博士”犯罪的证据，并将继续对聊天室进行数据修复工作。
韩方专家表示，根据韩国现行法律，仅仅加入聊天室的用户并不会被视作施暴者而接受惩罚。涉及性暴力犯罪等相关法律或青少年保护法律仅适用于拍摄和散布的人，而这些可被量刑的直接施暴者所面临的最高刑期为7年到10年。根据韩国现行的《信息和通信网络法》，散布性剥削视频的人会被指控为散布色情内容，面临入狱少于1年或罚款低于1000万韩元（约合人民币58000元，新台幣24萬元）的判决。
2020年11月16日，据韩国《朝鲜日报》报道，N号房运营者之一，ID名为“watchman”的全某（37岁，公司职员）在移交审判1年后，被水原地方法院判处有期徒刑7年。法院同时还下令要求全某接受120小时性暴力治疗项目以及未来10年内公开个人信息，并且将在未来10年限制全某在儿童、青少年相关机关及残疾人福利设施就业。
2020年11月26日，號稱「博士」的主犯趙主彬違反保護未成年人士免受性剝削的法例，以及經營犯罪集團，靠製作和出售性侵影片賺錢罪名成立，一審判處他監禁40年。
2021年4月，N號房創始人“godgod”因涉嫌違反兒童與青少年保護法拘留起訴，韓國大邱地方法院一審判34年徒刑、揭露個人資料10年、配戴電子腳鐐30年，韓國大邱高等法院經過二審後認定維持原判決並駁回“godgod”的上訴。

## 外界反响
消息传出后，韩国社会哗然。3月18日，有网友在青瓦台国民请愿页面上发起要求警方曝光在Telegram上传播未成年性剥削视频的群主的个人信息并将其公开示众，截至22日有200多万人参与联署；20日，数十万网友在请愿页面上发起多个请愿，要求公开所有订阅会员的真实身份，截至28日共计超过三百万人联署。
一些演艺界人士，如邊伯賢、朴燦烈、文佳煐、郑容和、RAVI、赵权、惠利、柳昇佑、權正烈、白藝潾、夏沇秀、孫秀賢也参与了联署请愿活动，并在社交网络上声援。警方对是否要公开会员身份进行了探讨。
请愿事件也使一部分人感到紧张。3月21日，韩国搜索引擎NAVER上排名前十的热搜词包括“如何删除加密通讯软件登入记录”，有网民留言称自己曾经“无意间”进入过聊天室并下载了几个视频，随后退出聊天室并删除软件，并询问是否会因此收到惩罚。有N号房间订阅者留言表示感到非常委屈，称自己并没有做错什么，只是作为消费者付费观看成人视频。
|            | 我太委屈了，都睡不着觉了。我又没有犯罪，只是付费观看成人视频而已，这有错吗？如果要处罚N号房的参与者，是不是应该先处罚那些上传淫秽视频的女人？如果她们不上传这些影像，也就不会让26万人成为受害者。我们付了钱，结果房间没了，她们才是诈骗犯。 |
| ——网友留言 | |

3月23日，韩国总统文在寅表示，政府将删除所有涉案视频，并为受害者提供法律、医疗等所需支援；警方应认识到此案的严重性，对涉案人员进行彻底调查，对加害人严惩不贷，如有必要，警察厅组建特别专项调查组，政府也要制定杜绝网络性犯罪的根本对策。